# Província de Chiquitos

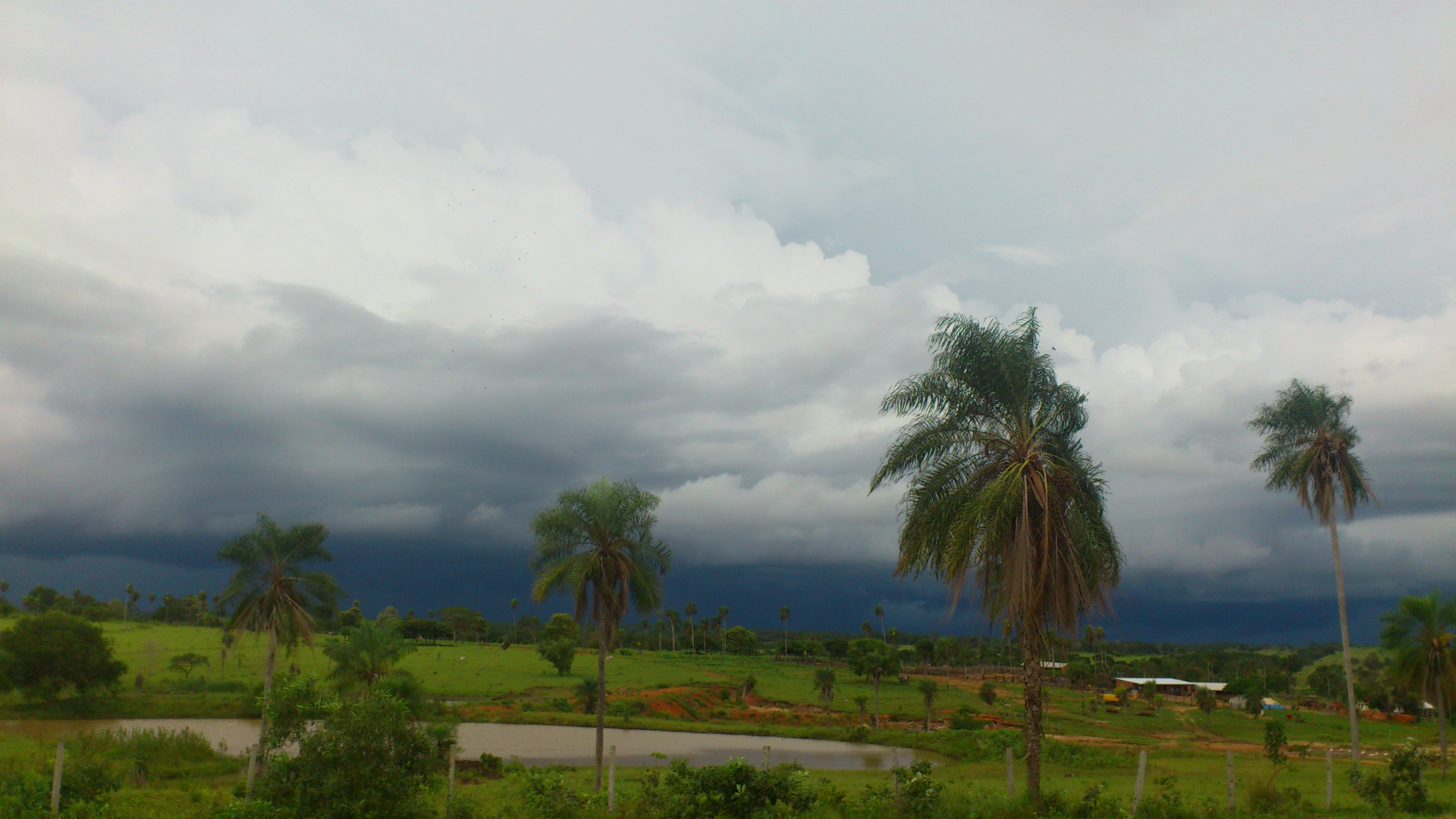
Paisatge de Chiquitos.

La província de Chiquitos és una de les 15 províncies del Departament de Santa Cruz a Bolívia. Està composta de 3 municipis: Pailón, Roboré i San José de Chiquitos, la seva capital.
La província va ser creada el 1826, durant la presidència d'Antonio José de Sucre, al mateix temps que es creaven els cinc departaments en què va dividir-se la República. Rep el nom a través dels conqueridors, que consideraven que els seus habitants eren baixets i per la forma de construcció dels seus habitatges.